# Watelio gravieri
Watelio gravieri är en ringmaskart som först beskrevs av Benham 1929.  Watelio gravieri ingår i släktet Watelio och familjen Alciopidae.
Artens utbredningsområde är havet kring Nya Zeeland. Inga underarter finns listade i Catalogue of Life.